# Suite De weduwe uit Valencia
Suite De weduwe uit Valencia (Russisch: [Сюита из музыки к комедии »Валенсианская вдова«, Syuita iz muzyki k komedii »Valensianskaya vdoba«) is een compositie van Aram Chatsjatoerjan.
Chatsjatoerjan schreef muziek bij ongeveer twintig toneelstukken. Op 14 november 1940 gingen uitvoeringen van de komedie De weduwe uit Valencia (La viuda Valenciana) van Lope de Vega in premi|re in een versie van I.Bersenev en Sofia Giatsintova. Plaats van handeling was het Lenin Komsomol Theater in Moskou. Er is ook in 2022 nog onduidelijk hoeveel muziek Chatsjatoerjan voor deze voorstellingen schreef. De één houdt het erop dat de muziek uit de suite alle muziek bevat, de ander houdt het erop dat Chatsjatoerjan de suite doelbewust heeft geschreven met wijzigingen en andere orkestratie.
Die suite bestaat uit zes deeltjes: 1: Introductie, 2: Serenade, 3: Lied, 4: Grap, 5: Intermezzo, 6: Dans. Chatsjatoerjan hergebruikte materiaal uit het Intermezzo voor Spartacus. De suite was voor het eerst op 3 oktober 1943 te horen, uitgevoerd door het Radio- en televisieorkest van de USSR onder leiding van Nikolaj Golovanov. 
Chatsjatoerjan schreef de suite voor een symfonieorkest:
- 2 dwarsfluiten (II ook piccolo), 2 hobo's, 2 klarinetten, 2 fagotten
- 4 hoorns, 3 trompetten, 3 trombones, 1 tuba
- pauken, percussie, harp, celesta
- violen, altviolen, celli, contrabassen

Loris Tjeknavorian nam in juli de suite op met het Philharmonisch Orkest van Armenië voor het platenlabel ASV Records (DCA 884). De opnamen maakten deel uit van een serie gewijd aan muziek van de Armeense componist. Ze werden ook gebruikt door het platenlabel Platinum. Een andere opname van de suite werd in 1987 vastgelegd door Veronica Duderova met het Symfonieorkest van Moskou, uitgegeven door Melodiya.